# Because the Night
Because the Night är en rocksång skriven av Bruce Springsteen och Patti Smith och ursprungligen utgiven på Smiths album Easter från 1978.
Springsteen skrev och spelade först in låten till albumet Darkness on the Edge of Town. I studion intill spelade The Patti Smith Group samtidigt in Easter. Då Springsteen hade svårt att passa in låten på sitt album gav han den till Smith som skrev om den något och inkluderade den på Easter. Den blev även förstasingel från albumet och nådde 13:e plats på Billboardlistan, Smiths största singelframgång hittills. Den första studioinspelningen av låten som Springsteen själv släppt var på The Promise från 2010. Tidigare har han spelat den live vid flera tillfällen, då med sin originaltext men med Smiths arrangemang, och den finns utgiven på livealbumet Live 1975-1985.
Till andra artister och grupper som spelat låten hör 10,000 Maniacs som gav ut en liveversion på albumet MTV Unplugged 1993 Deras version nådde tiondeplatsen på Billboard Hot 100. Coro featuring Taleesa gjorde en dansversion av låten som gavs ut 1992. 2008 gjorde Cascada en version av låten.